# Vásáry István (orientalista)
Vásáry István (Budapest, 1945. május 4. –) Széchenyi-díjas magyar orientalista, történész, turkológus, egyetemi tanár, diplomata, a Magyar Tudományos Akadémia rendes tagja. Kutatási területe a török filológia és történelem, ezen belül Kelet-Európa török népi elemeinek nyelvi és történeti problémái, valamint az Arany Horda története. Tudományos munkássága mellett diplomáciai tevékenységet is folytatott: 1990 és 1991 között isztambuli főkonzul, majd 1995-ig ankarai, valamint 1999 és 2003 között teheráni nagykövet.

## Életpályája
Nagyapja Vásáry István egykori pénzügyminiszter, anyai ági nagyapja Jausz Béla, unokabátyja Vásáry Tamás. Középiskolai tanulmányait a budapesti Táncsics Mihály Gimnáziumban végezte, ahol 1963-ban érettségizett. Ezt követően felvették az Eötvös Loránd Tudományegyetem Bölcsészettudományi Karának angol-török szakára. Itt 1968-ban szerzett diplomát. Mesterei Németh Gyula és Ligeti Lajos voltak. Első munkahelye az MTA Altajisztikai Kutatócsoportja volt, itt 1980-ig dolgozott, utoljára tudományos munkatársként. Eközben 1971-ben egyetemi doktori címet szerzett az ELTE-n. 1980-ban visszatért alma materébe, ahol a török filológiai tanszék adjunktusa lett. 1981–1982-ben két félévben oktatott vendégtanárként a velencei egyetemen (Università di Venezia) 1983-ban kapta meg egyetemi docensi kinevezését. A rendszerváltást követően 1990-ben felkérték isztambuli főkonzulnak, majd 1991 novemberében kinevezték ankarai nagykövetnek. A magyar diplomáciában szokásos négy év után távozott állomáshelyéről, és visszatért az egyetemre, ahol 1996-ban egyetemi tanári kinevezést kapott. 1995-ben habilitált nyelvtudományból, 1997-ben történelemtudományból. 1999-ben ismét a Külügyminisztérium kötelékébe lépett, amikor kinevezték teheráni nagykövetté, 2002-ben Türkmenisztánba is akkreditálták. Állomáshelyéről 2003-ban tért haza. 2005 és 2010 között az ELTE BTK Orientalisztikai Intézetét vezette, 2015-ben emeritálták. Többször volt külföldön kutatóúton: 1970 és 1990 között hét alkalommal volt Moszkvában és Leningrádban, 1988-1989-ben tíz hónapig volt a Wilson Center (Washington, D.C.) meghívott kutató ösztöndíjasa, 2010-ben két féléven át volt az oxfordi, All Souls College vendég kutatója.
1981-ben védte meg történettudományi kandidátusi, 2002-ben akadémiai doktori értekezését. Az MTA Orientalisztikai, illetve Történettudományi Bizottságának lett tagja, előbbinek 1996 és 1999 valamint 2011 és 2014 között elnöke is volt. A Magyar Tudományos Akadémia 2013-ban választotta meg levelező, 2019-ben pedig rendes taggá. Emellett 1988-ban a Török Nyelvtudományi Társaság levelező, majd 1998-ban tiszteletbeli tagja lett. 1968-tól a Kőrösi Csoma Társaság alapító választmányi tagjaként is tevékenykedett, 1988 és 1990 között a társaság alelnöke is volt. A Török Nyelvészeti Társaságnak (Türk Dil Kurumu) 1988-tól levelező, 1999-től tiszteleti tagja. A Kőrösi Csoma Társaság elnökségi tagja. A Magyar-Török Baráti Társaság alapító tagja, 2008-tól elnöke, 2013-tól tiszteletbeli elnöke. 2014 óta a dunaszerdahelyi Vámbéry Polgári Társulás elnöke.
Az Acta Orientalia szerkesztőbizottságának 1977-ben lett tagja, 2003-tól főszerkesztő. Emellett a Nyelvtudományi Közlemények szerkesztőbizottságának is tagja. Több mint kétszázhetven tudományos publikáció szerzője vagy társszerzője. Közleményeit magyar, angol, német, orosz és török nyelven adja ki.

## Díjai, elismerései
- Kőrösi Csoma-díj (magyar őstörténeti munkásságáért) (1981)
- Vámbéry-díj (orientalisztikai munkásságáért, 2008)
- A Magyar Érdemrend lovagkeresztje (2015)
- Akadémiai Díj (Magyar Tudományos Akadémia Elnöksége, 2022)
- A Török Tudományos Akadémia (TÜBA) díja a társadalmi és humán tudományok kategóriájában (2024)
- Széchenyi-díj (2025)

## Főbb publikációi
- Armeno-Kipchak parts from the Kamenets Chronicle (1969, Acta Orientalia, vol. 22, 139–189. o.)
- Käm, an early Samoyed name of Yenisey (1971, Studia Turcica, 469–482. o.)
- Runiform signs on objects of the Avar period (6th-8th cc. A.D.) (1972, Acta Orientalia, vol. 25, 335347. o.)
- The Hungarians or Možars and the Meščers/Mišers of the Middle Volga region (1975, Archivum Eurasiae Medii Aevi vol. 1, 237–275. o.)
- The Golden Horde term daruġa and its survival in Russia (1976, Acta Orientalia, vol. 30, 187–197. o.)
- The origin of the institution of basqaqs (1978, Acta Orientalia, vol. 32, 201–206. o.)
- A contract of the Crimean Khan Mängli Giräy and the inhabitants of Qïrq-Yer from 1478/79 (1982, Central Asiatic Journal vol. 26, 289–300. o.)
- Az Arany Horda (1986, Kossuth Könyvkiadó, ISBN 963 09 2792 6)
- Az Arany Horda kancelláriája (1980, kandidátusi értekezés, 1987, kivonat, Keleti értekezések vol. 3, 50–59. o. Kőrösi Csoma Társaság, ISBN 963 01 8090 1)
- "History and legend" in Berke khan's conversion to Islam (1987 konferencia, 1990, Aspects of Altaic Civilization III., Indiana University, Bloomington, 230–252. o., ISBN 0-933070-25-X, ISBN 978 0 933070 25 7)
- A régi Belső-Ázsia története (1993, ISBN 963 481 973 7, 2003, második, átdolgozott kiadás, Magyar Őstörténeti Könyvtár vol. 19, Balassi Kiadó, ISBN 963 506 496 9)
- Cuman warriors in the fight of Byzantium with the Latins (2004, Acta Orientalia vol. 57, 263–270. o.)
- Cumans and Tatars: oriental military in the pre-Ottoman Balkans, 1185-1365 (2005, Cambridge University Press, ISBN 978 0 521 83756 9)
- Turks, Tatars and Russians in the 13th-16th Centuries (2007, Ashgate Publishing, ISBN 978 0 7546 5929 7, 2018, Routledge, ISBN 978 1 138 37515 4 )
- Magyar őshazák és magyar őstörténészek (2008, Magyar Őstörténeti Könyvtár XXIV., Balassi Kiadó, ISBN 978 963 506 756 5)
- Többnyelvűség és kulturális kölcsönhatások az Arany Hordában. Székfoglaló előadások a Magyar Tudományos Akadémián. (2014)
- A „keleti” magyarok problémaköre (2015, Magyarok a honfoglalás korában, Helikon Kiadó, 145. o. ISBN 978 963 227 592 5)
- Török és perzsa írásbeliség Timur és a Timuridák korában (XIV–XV. sz.) (2019, akadémiai székfoglaló előadás)
- Benkő Elek–Sándor Klára–Vásáry István: A székely írás emlékei. Corpus Monumentorum Alphabeto Siculo Exaratorum (CMASE); szerk. Vásáry István; BTK, Bp., 2021 ISBN 978 963 416 267 4
- A török és perzsa írásbeliség Timur és a Timuridák korában (14–15. század) (2023 tavasz, Keletkutatásː Tanulmányok az orientalisztika köréből, 5–22. o.)